# Lucy Nethsingha
Lucy Kathleen Nethsingha est une femme politique britannique.
En 2019, elle est élue députée européenne du parti des Libéraux-démocrates. 

## Biographie et carrière professionnelle
Nethsingha a grandi en Cornouailles, ce qui selon elle a causé son éveil à la question environnementale. Elle est enseignante et détient une maîtrise de l'Université de Cambridge. Elle est mariée et a trois enfants. Son mari, Andrew Nethsingha, est le Directeur de la Musique et un fellow du St John's College à Cambridge, depuis 2007,.

## Carrière politique
En tant que libérale-démocrate, Nethsingha a représenté la localité de Newnham au conseil du comté de Cambridgeshire depuis 2009, et a été à la tête du groupe libéral-démocrate au conseil depuis 2015 (elle en était auparavant  responsable adjointe depuis 2011),. Depuis 2016, elle représente aussi le district de Newnham au conseil municipal de Cambridge.
Aux élections générales de 2015, elle a été candidate malheureuse pour la circonscription de North East Cambridgeshire, finissant quatrième sur cinq candidats avec 2 314 voix (4,5 %). Lors des élections anticipées deux ans plus tard, elle était candidate pour le South East Cambridgeshire et a fini dernière des trois candidats en lice avec 11 958 voix (19,0 %).
Aux élections européennes de 2019, elle est, avec Barbara Gibson, une des deux députées libérales démocrates élues dans la circonscription d'Angleterre de l'Est. Le 10 juillet 2019, elle est élue présidente de la commission des affaires juridiques (JURI) du Parlement européen.